# Cyrtarachninae
Cyrtarachninae Simon, 1890 è una sottofamiglia di ragni appartenente alla famiglia Araneidae.
Il nome deriva dal greco κὺρτος, kyrtos, cioè arcuato, piegato, rigonfio, curvo, e dal greco ἁρὰχνη, aràchne, cioè ragno, per la forma variamente gibbosa e arcuata dell'opistosoma.

## Tassonomia
Al 2007, si compone di due tribù:
- Cyrtarachnini
- Mastophorini